# ویلوکسازین
ویلوکسازین(به انگلیسی: Viloxazine) (با نام‌های تجاری Vivalan Emovit Vivarint و Vicilan ) یک ترکیب شیمیایی مشتق شده از مورفولین و یک مهار کننده انتخابی باز جذب نوراپی‌نفرین (NRI) است. در بعضی از کشورهای اروپایی به عنوان داروی ضد افسردگی مورد استفاده قرار گرفت و اثر تحریک کننده ای مشابه آمفتامین‌ها، بدون علائم وابستگی ایجاد می‌کرد. این دارو در سال ۱۹۷۶ توسط صنایع شیمیایی امپریال کشف و به بازار عرضه شد و به دلایل تجاری در اوایل سال ۲۰۰۰ از بازار خارج شد.

## خواص شیمیایی
این ترکیب یک مخلوط راسمیک از دو ایزومرفضایی است، ایزومر ( S)-(-)- از نظر دارویی پنج برابر فعال تر از ایزومر (R)-(+)- است. 